# Daniel Lüönd (Musiker)

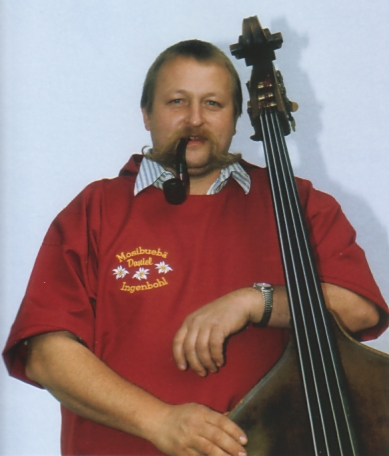
Daniel Lüönd (1999)

Daniel Lüönd (* 2. September 1959; † 4. Januar 2019) war ein Schweizer Bassist.

## Musikalische Laufbahn

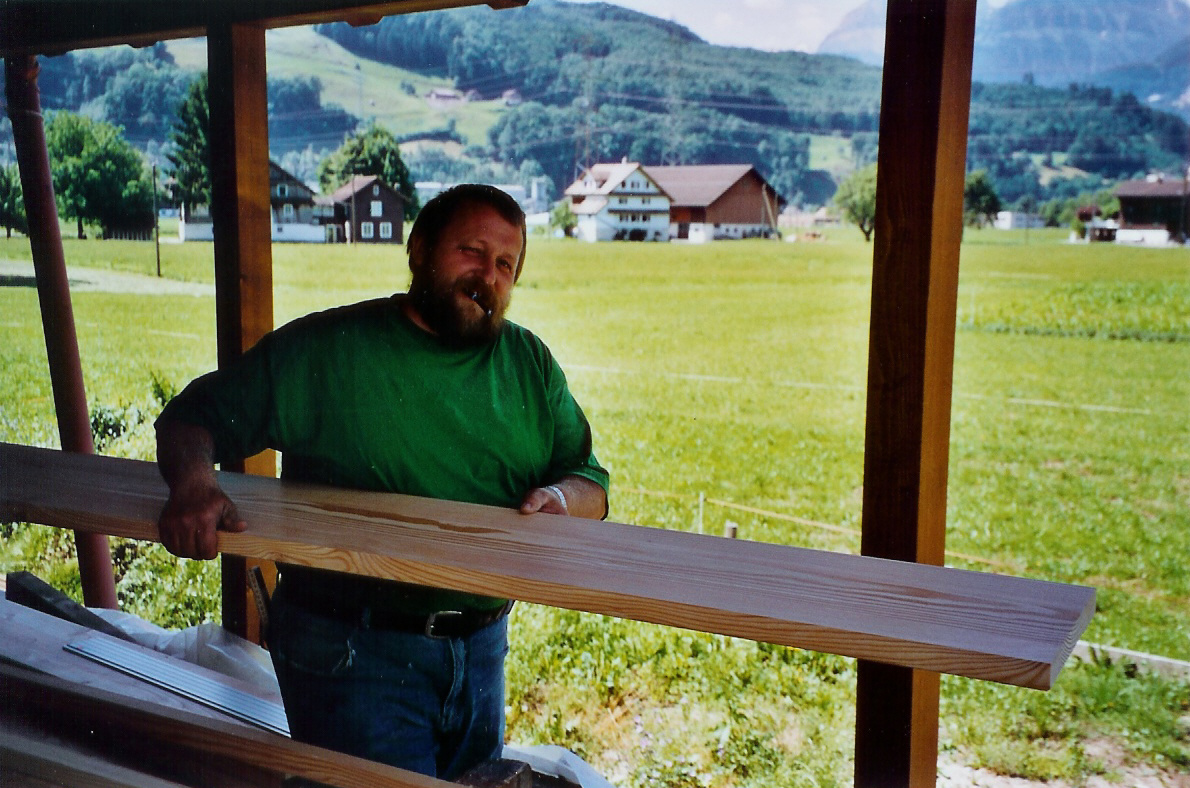
Als Zimmermann, im Sommer 2005

Daniel Lüönd, der auf dem Stoos zuletzt gelebt hatte, spielte ab seinem 16. Lebensjahr Kontrabass.

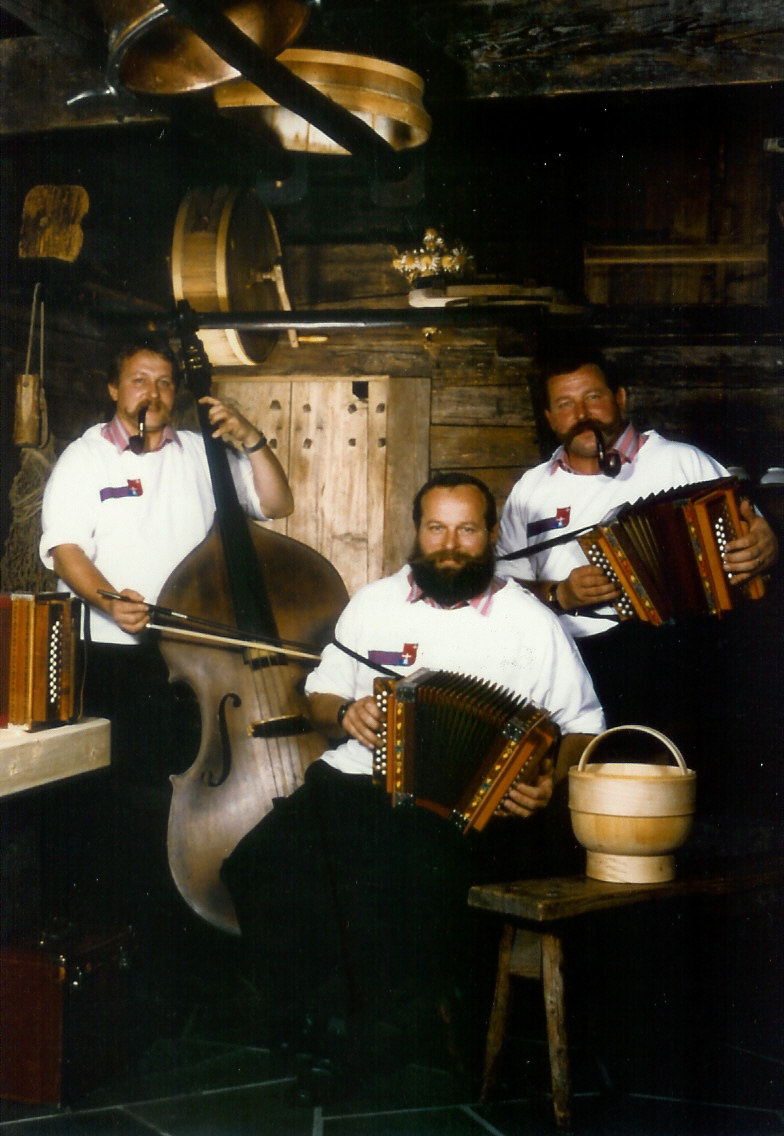
Mosibuebä, 1991

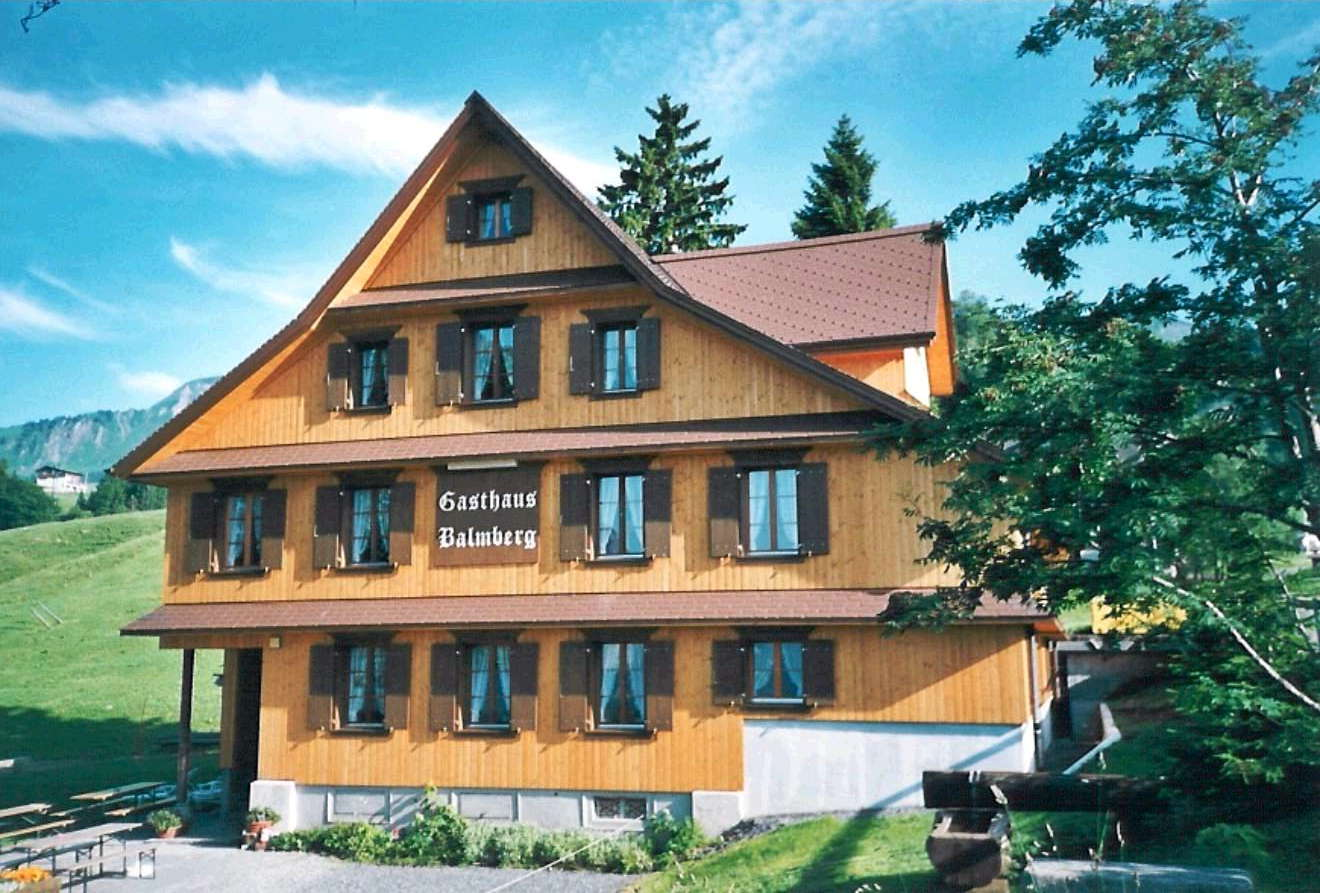
Gasthaus Balmberg

Von Martin Nauer konnte der Bruder Alois Lüönd die alten Tänze von Josef Stump erlernen, die Martin Nauer von Balz Schmidig überliefert bekam, welcher noch mit Josef Stump selber spielte. Etwa 1966 erlernte der zweite Bruder Paul Lüönd das Schwyzerörgeli. Daraufhin entstand etwa 1970 das Schwyzerörgeliduo Lüönd, welches an Vereinsanlässen und kleinen Festen aufspielte.
Im Jahre 1976 lernte der jüngste der Mosi-Brüder den Bass. Als Folge davon wurde das Schwyzerörgelitrio Mosibuebä gegründet. In den 1970er Jahren spielte es einige Male mit Rees Gwerder und Paul Lüönd auf. Die Formation Mosibuebä bestand von 1976 bis 2014 und wurde zwischenzeitlich mit Daniel Gwerder und Philipp Schuler zu einem Schwyzerörgeliquartett verstärkt. Alle Tänze von Josef Stump und Balz Schmidig sowie die eigenen wurden von Musiker zu Musiker weitergegeben. Noten existierten fast nicht und konnten von den Musikern auch nicht gelesen werden. Mittlerweile gibt es mehrere Notenhefter der Mosibuebä und von Paul Lüönd. Am 19. März 2014 wurden die Mosibuebä wegen der Krankheit von Paul Lüönd aufgelöst, welcher am 3. April 2014 verstarb. Darauf wurde die Mosi-Musig gegründet. Als Gastwirt auf dem Stoos war Daniel aber kaum mehr unterwegs, sondern griff an den Stubeten bei ihm im Gasthaus Balmberg zu den Instrumenten. Dort fand und findet immer noch die "Pfingststubete" unter Leitung vom Mosi-Wysel statt. Jetzt nach dem Tod führt der Sohn von Daniel (David DJ Mosi) den Betrieb weiter.

## Privat
Daniel Lüönd wuchs mit drei Brüdern im Mosi in Ingenbohl im Kanton Schwyz auf. Er lernte Zimmermann in Brunnen. Später übernahm er mit seiner Frau Elisabeth das Gasthaus Balmberg auf dem Stoos und war als Wirt und Koch tätig. 2011 wurde dort die Mosi-Bar eröffnet. Daniel Lüönds Sohn David, der ebenfalls Musik bei den Balmbergörgelern macht, hat den Betrieb vor dem Tod seines Vaters übernommen.
Am 4. Januar 2019 verstarb er im Alter von 59 Jahren.

## Diskografie
- 1981: MC/LP

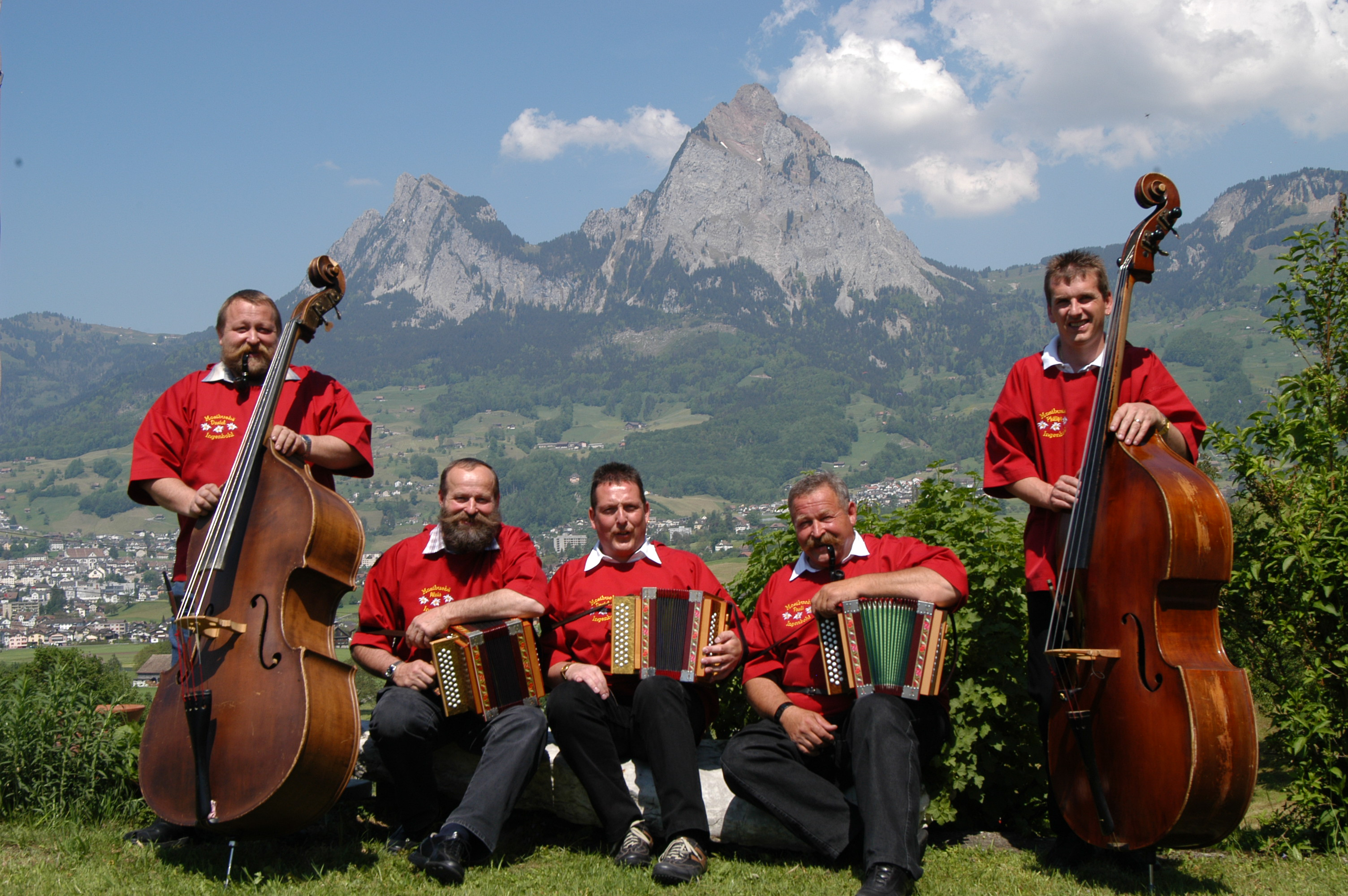
Die Mosibuebä

- 1982: MC/LP zusammen mit der Wöschbrettbänd
- 1983: MC/LP
- 1991: Schwingä und Örgälä im Alpstübli (Zum 15-jährigen Jubiläum)
- 1999: Örgelimusig vo 1911–1999
- 2004: Diänigs usem Schwyzerbiet
- 2006: 30 Jahre Mosibuebä
- 2013: Vo früener bis hüt

Zudem gibt es etliche CDs, auf denen die Mosibuebä mit einzelnen Titeln vertreten sind.

## Weblinks

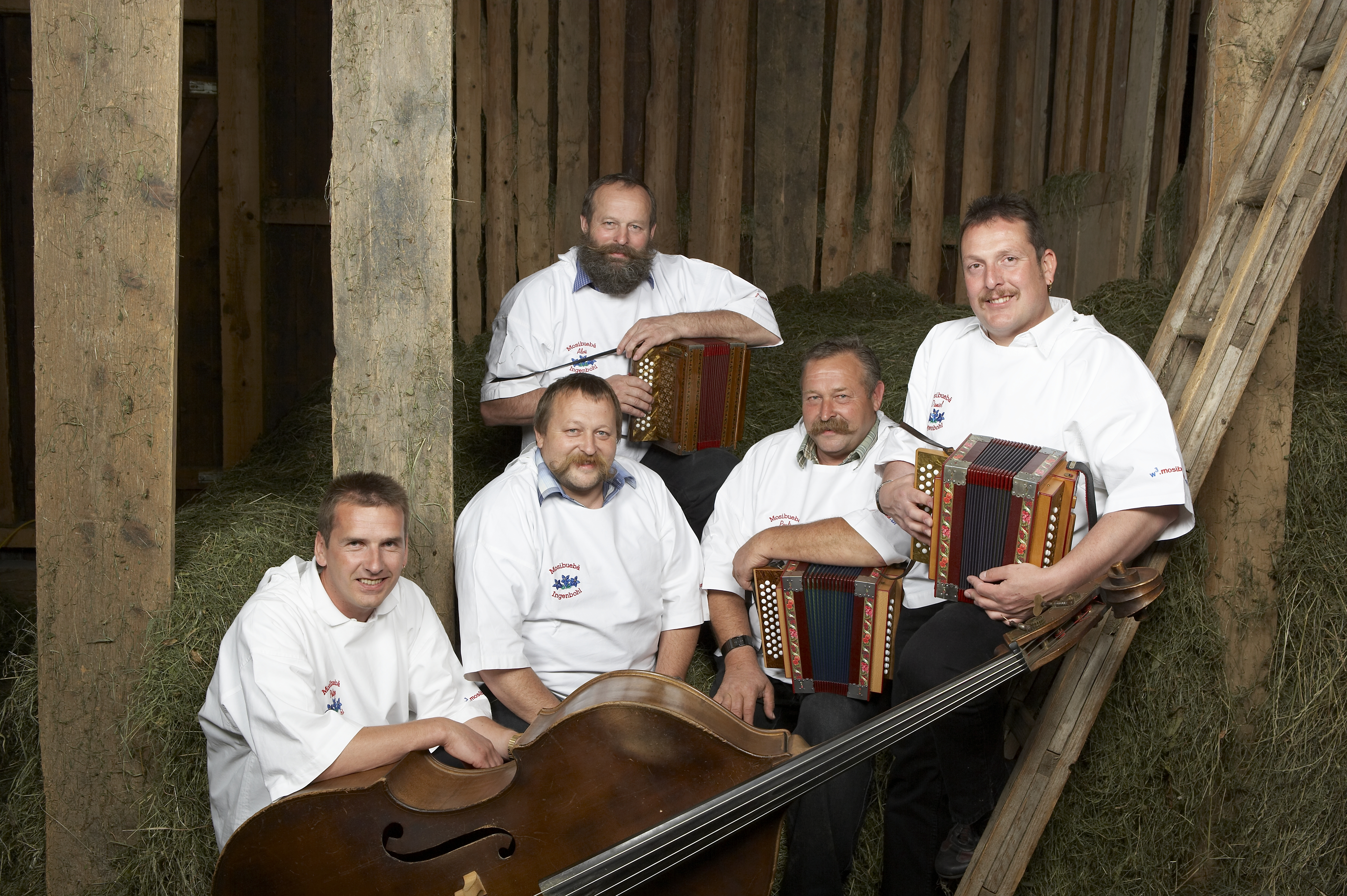
Das waren die Mosibuebä im 2006 bei der CD "30 Jahre"